# Transdev
Transdev è una società francese specializzata nel trasporto pubblico. È una controllata della Caisse des dépôts et consignations dello stato francese.
È presente in vari Paesi, tra cui Francia, Paesi Bassi, Regno Unito, Australia, Italia, Germania, Canada, Stati Uniti d'America, Portogallo e Spagna.
È il quarto operatore gestore di trasporto pubblico in Europa.
Gestisce reti sia su ferro sia su gomma ed è leader mondiale del trasporto a chiamata.

## La fusione con Veolia
Nel marzo 2011 Transdev e Veolia Transport fondano una nuova società Veolia Transdev detenuta in quote paritarie da Veolia Environnement e dalla Caisse des dépôts et consignations.